# El-Kherba
El-Kherba è un sito archeologico preistorico che si trova a circa sette chilometri a nord di El Eulma nella provincia di Sétif in Algeria, vicino al sito archeologico di Aïn Hanech.

## Descrizione
Il sito fu scoperto nel 1992, dal team di ricercatori condotti dal dottor Mohamed Sahnouni, che stavano approfondendo gli studi sul vicino sito di Aïn Hanech.
I reperti, ritrovati in tre livelli geologici contigui, sono stati associati alla cultura olduvaiana.
Scavi successivi su larga scala, a partire dal 1988, sono stati effettuati a El Kherba, rivelando una fauna ricca e diversificata del Pleistocene inferiore associata agli strumenti in pietra tipici olduvaiani. La fauna comprende Gastropoda, Mauremys leprosa, Crocodylia, Canis primaevus, Crocuta crocuta, Panthera, Elephas moghrebiensis, Ceratotherium mauritanicum, Equus tabeti, Hippopotamus gorgops, Kolpochoerus, Giraffa pomeli, Pelorovis, Gazella e Numidocapra. Nel complesso la fauna suggerisce un paesaggio aperto e asciutto, dove era presente uno specchio d'acqua permanente, a causa dei resti di coccodrilli, tartarughe acquatiche e ippopotami. La ricostruzione paleoecologica della fauna è supportata da prove isotopiche di carbonati pedogenici, indicativi di un ecosistema di savana con vegetazione di praterie in espansione e crescente aridificazione.
Gli utensili in pietra sono realizzati principalmente in pietra calcarea e selce. Comprendono nuclei e forme di nucleo, scaglie intere, pezzi ritoccati e frammenti. I nuclei e le forme del nucleo includono chopper unifacciali e bifacciali, poliedri, subsferoidi, sferoidi e nuclei semplici. Le tracce di usura su diversi manufatti, e le ossa tagliate e colpite da martelli, indicano che El Kherba era un luogo per intense attività di sussistenza da parte dei primi ominidi, tra cui la disarticolazione e la rimozione della carne e la rottura delle ossa di grandi mammiferi per estrarre il midollo.